# Droga krajowa 81
Die Droga krajowa 81 (DK81) ist eine Landesstraße in Polen. Sie verläuft in südlicher Richtung von Katowice nach Skoczów. Die Strecke ist 65 km lang und fast im gesamten Verlauf vierspurig ausgebaut, außer einem Teilstück im Katowicer Stadtteil Brynów. Sie verbindet die A4 bei Katowice mit der S52 bei Skoczów. Die Fortsetzung der DK81 in Richtung Ustroń, Wisła und der Grenze zu Tschechien bildet die Droga wojewódzka 914 (DW914). Es ist die kürzeste Verbindung aus dem Oberschlesischen Industriegebiet in die Schlesischen Beskiden.

## Geschichte
1985 wurde das polnische Straßennetz neu geordnet. Die bisherigen Staatsstraßen (droga państwowa) wurden in Landesstraßen (droga krajowa) umbenannt und neu nummeriert. Die Straße von Katowice nach Skoczów wurde ab 1986 als Droga krajowa Nr. 93 bezeichnet.
2003 wurde die Nummerierung des Straßennetzes dahingehend geändert, dass die Nummern 91–99 nur für solche Straßen, die durch parallel laufende Autobahnen ersetzt wurden, verwendet wurden. Damals wurde die DK 93 in DK 81 umbenannt.

## Verlauf

### Woiwodschaft Schlesien
- Katowice Abzweig von der Autostrada A4 (Polen)
- Mikołów ( Droga krajowa 44 (DK44) beide Straßen verlaufen für ca. 1 km auf derselben Trasse,  Droga wojewódzka 927 (DW927))
- Orzesze ( DW926)
- Żory ( DW932,  DW935)
- Pawłowice ( DW933,  DW938)
- Zbytków ( DW939)
- Drogomyśl
- Skoczów Abzweig auf die Droga ekspresowa S1 und Fortführung als DW941